# Matabuena (Barruelo de Santullán)
Matabuena ist ein spanischer Ort in der Provinz Palencia der Autonomen Gemeinschaft Kastilien und León. Matabuena gehört zu Barruelo de Santullán, es befindet sich sechs Kilometer südlich vom Hauptort der Gemeinde. Matabuena ist über die Straße PP-2120 zu erreichen.

## Weblinks

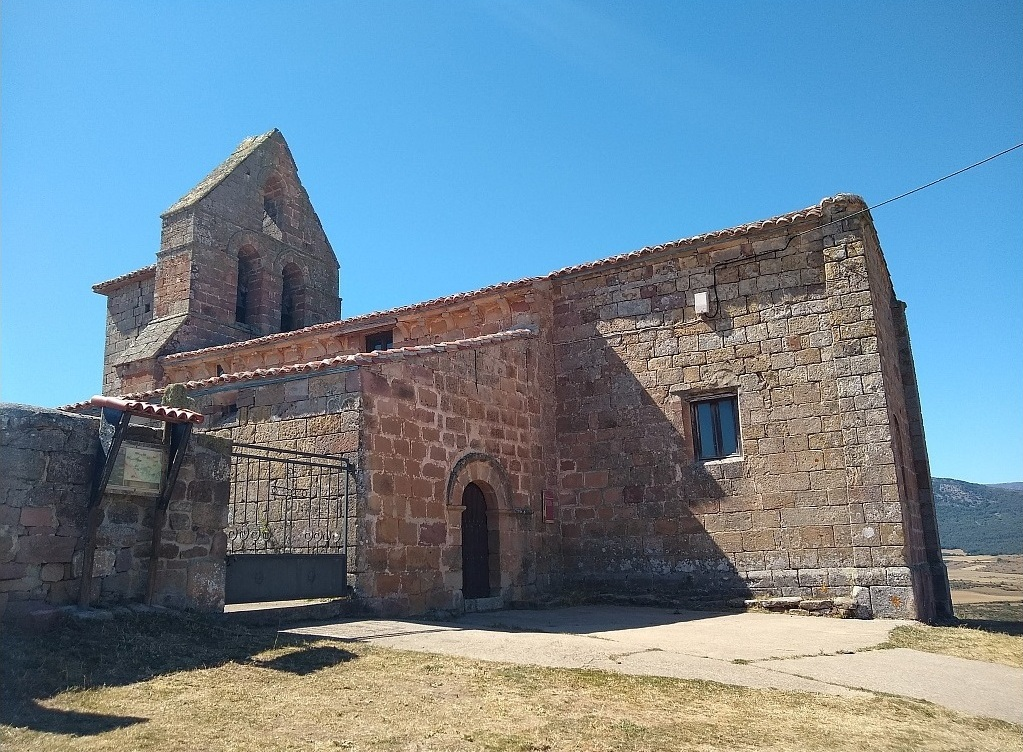
Kirche San Andrés

## Sehenswürdigkeiten
- Romanische Kirche San Andrés